# Aminas heterocíclicas
Os amino-heterocíclicos (HA) são compostos que podem provocar tumores cancerígenos.

## Aminas heterocíclicas e câncer

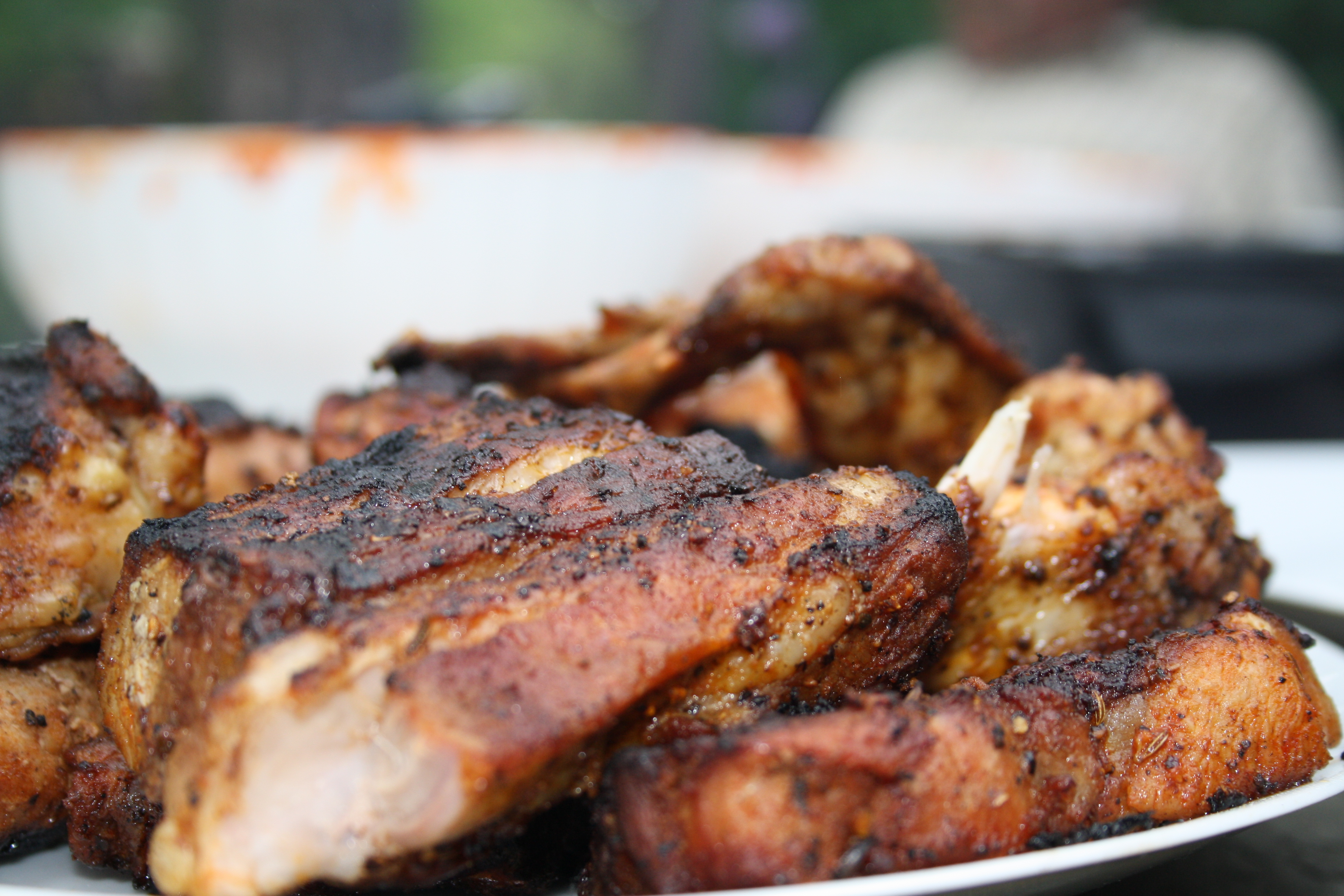
O cozimento em alta temperatura (particularmente carbonização) da carne forma algumas aminas heterocíclicas causadoras de câncer.

Algumas aminas heterocíclicas (HCAs) encontradas em carnes cozidas e especialmente queimadas são conhecidas como cancerígenas. A pesquisa mostrou que a formação de aminas heterocíclicas na carne ocorre em altas temperaturas de cozimento.
Por exemplo, aminas heterocíclicas são os produtos químicos cancerígenos formados a partir do cozimento de carnes musculares, como carne, porco, aves e peixe, elas se formam quando aminoácidos e a creatina (um produto químico encontrado nos músculos) reagem a altas temperaturas de cozimento.

### Cozimento de carnes
A formação de aminas heterocíclicas durante o cozimento depende do tipo de carne, da temperatura de cozimento, do grau de escurecimento e do tempo de cozimento. As carnes com menor teor de gordura e água apresentam maiores concentrações de AHs após o cozimento. Mais AHs são formados quando as temperaturas da superfície da panela são superiores a 220°C (428°F), como na maioria das frituras ou grelhas. No entanto, os AHs também se formam em temperaturas mais baixas quando o tempo de cozimento é longo, como na torrefação. As concentrações de AH são maiores em crostas douradas ou queimadas que resultam da alta temperatura. Os respingos da panela e pedaços de carne que permanecem após a carne ser frita têm altas concentrações de AHs. A carne bovina, frango e peixe têm concentrações mais altas do que a carne de porco. As salsichas são ricas em gordura e água e apresentam concentrações mais baixas, porém, por se tratar de carne processada, contém nitrito que é cancerígeno.
Os hambúrgueres de carne moída mostram níveis mais baixos de HCAs se forem virados a cada minuto até que a temperatura alvo seja atingida. A quantidade de HCAs em hambúrgueres fritos congelados estava na mesma faixa que em hambúrgueres que atingiram a temperatura ambiente antes de serem fritos.